# Liste der Bodendenkmäler in Weismain
Auf dieser Seite sind die Bodendenkmäler in der oberfränkischen Stadt Weismain zusammengestellt. Diese Tabelle ist eine Teilliste der Liste der Bodendenkmäler in Bayern. Grundlage ist die Bayerische Denkmalliste, die auf Basis des Bayerischen Denkmalschutzgesetzes vom 1. Oktober 1973 erstmals erstellt wurde und seither durch das Bayerische Landesamt für Denkmalpflege geführt wird. Die folgenden Angaben ersetzen nicht die rechtsverbindliche Auskunft der Denkmalschutzbehörde.

## Bodendenkmäler in Weismain

### Gemarkung Arnstein
| Lage                | Objekt | Akten-Nr.     | Bild                       |
| ------------------- | --- | ------------- | -------------------------- |
| Arnstein (Standort) | Abschnittsbefestigung vorgeschichtlicher Zeitstellung und des frühen bis hohen Mittelalters, Höhensiedlung der Urnenfelderzeit und der Späthallstatt-/Frühlatènezeit sowie Höhle mit Nutzungssedimenten der Urnenfelderzeit, der Späthallstatt-/Frühlatènezeit und des Mittelalters im Bereich des Heidenknocks. Siehe auch: Burgstall auf dem Heideknock | D-4-5933-0083 | weitere Bilder             |
| Arnstein (Standort) | Höhensiedlung der Hallstattzeit und Burgstall des Mittelalters. Siehe auch: Burgstall Rauschenstein | D-4-5933-0084 | Bodendenkmal D-4-5933-0084 |
| Arnstein (Standort) | Mittelalterlicher Burgstall. | D-4-5933-0086 |                            |
| Arnstein (Standort) | Siedlung des Neolithikums. | D-4-5933-0131 |                            |
| Arnstein (Standort) | Siedlung der Urnenfelderzeit. | D-4-5933-0138 |                            |
| Arnstein (Standort) | Archäologische Befunde des Mittelalters und der frühen Neuzeit im Bereich der frühneuzeitlichen Katholischen Pfarrkirche St. Nikolaus von Arnstein mit ummauertem Kirchhof. | D-4-5933-0185 |                            |

### Gemarkung Buckendorf
| Lage                  | Objekt | Akten-Nr.     | Bild |
| --------------------- | --- | ------------- | ---- |
| Buckendorf (Standort) | Archäologische Befunde im Bereich der spätmittelalterlichen und frühneuzeitlichen Katholischen Kapelle St. Sebastian von Buckendorf. | D-4-5933-0187 |      |

### Gemarkung Fesselsdorf
| Lage                   | Objekt | Akten-Nr.     | Bild |
| ---------------------- | --- | ------------- | ---- |
| Fesselsdorf (Standort) | Archäologische Befunde des späten Mittelalters und der frühen Neuzeit, darunter Fundamente einer abgegangenen vermutlichen Wallfahrtskapelle und Körperbestattungen. | D-4-5933-0098 |      |
| Fesselsdorf (Standort) | Felsdach mit Nutzungssedimenten vorgeschichtlicher Zeitstellung. | D-4-5933-0099 |      |

### Gemarkung Geutenreuth
| Lage                   | Objekt | Akten-Nr.     | Bild |
| ---------------------- | --- | ------------- | ---- |
| Geutenreuth (Standort) | Archäologische Befunde des Mittelalters und der frühen Neuzeit, darunter solche von mittelalterlichen Bestattungen innerhalb des ummauerten Kirchhofs, im Bereich der im Kern hoch- bis spätmittelalterlichen Katholischen Filialkirche St. Erhard von Geutenreuth. | D-4-5933-0190 |      |

### Gemarkung Großziegenfeld
| Lage                      | Objekt                                                              | Akten-Nr.     | Bild |
| ------------------------- | ------------------------------------------------------------------- | ------------- | ---- |
| Großziegenfeld (Standort) | Bestattungsplatz mit Grabhügeln vorgeschichtlicher Zeitstellung.    | D-4-5932-0012 |      |
| Großziegenfeld (Standort) | Bestattungsplatz mit Grabhügeln vorgeschichtlicher Zeitstellung.    | D-4-5932-0013 |      |
| Großziegenfeld (Standort) | Höhensiedlung des Jung- bis Endneolithikums.                        | D-4-5932-0014 |      |
| Großziegenfeld (Standort) | Siedlung vorgeschichtlicher Zeitstellung.                           | D-4-5933-0090 |      |
| Großziegenfeld (Standort) | Siedlung des Neolithikums.                                          | D-4-5933-0142 |      |
| Großziegenfeld (Standort) | Freilandstation des Mesolithikums und Siedlung der Urnenfelderzeit. | D-4-5933-0143 |      |

### Gemarkung Kaspauer
| Lage                | Objekt                                                                                           | Akten-Nr.     | Bild |
| ------------------- | ------------------------------------------------------------------------------------------------ | ------------- | ---- |
| Kaspauer (Standort) | Siedlung des Neolithikums.                                                                       | D-4-5932-0010 |      |
| Kaspauer (Standort) | Siedlung des Neolithikums.                                                                       | D-4-5932-0011 |      |
| Kaspauer (Standort) | Siedlung vorgeschichtlicher Zeitstellung.                                                        | D-4-5932-0184 |      |
| Kaspauer (Standort) | Bestattungsplatz vorgeschichtlicher Zeitstellung.                                                | D-4-5933-0072 |      |
| Kaspauer (Standort) | Siedlung des Endneolithikums, der frühen und der mittleren Bronzezeit sowie der Urnenfelderzeit. | D-4-5933-0137 |      |
| Kaspauer (Standort) | Siedlung der Urnenfelderzeit und der Hallstattzeit.                                              | D-4-5933-0228 |      |
| Kaspauer (Standort) | Siedlung der späten Hallstattzeit und der frühen Latènezeit.                                     | D-4-5933-0235 |      |

### Gemarkung Kleinziegenfeld
| Lage                       | Objekt | Akten-Nr.     | Bild           |
| -------------------------- | --- | ------------- | -------------- |
| Kleinziegenfeld (Standort) | Bestattungsplatz mit verebneten Grabhügeln vorgeschichtlicher Zeitstellung mit Bestattungen der Hallstattzeit und der Frühlatènezeit.                                                    | D-4-5933-0092 |                |
| Kleinziegenfeld (Standort) | Höhle (Diebeshöhle) mit Nutzungssedimenten vorgeschichtlicher Zeitstellung, darunter der Linearbandkeramik und der Hallstattzeit.                                                        | D-4-5933-0094 |                |
| Kleinziegenfeld (Standort) | Felswand mit vorgelagerten Nutzungssedimenten vorgeschichtlicher Zeitstellung, darunter der Linearbandkeramik und der Hallstattzeit.                                                     | D-4-5933-0095 |                |
| Kleinziegenfeld (Standort) | Siedlung des Neolithikums. | D-4-5933-0096 |                |
| Kleinziegenfeld (Standort) | Archäologische Befunde des Mittelalters und der frühen Neuzeit, darunter solche der ehemalige markgräflichen Burganlage, im Bereich des frühneuzeitlichen Schlosses von Kleinziegenfeld. | D-4-5933-0168 |                |
| Kleinziegenfeld (Standort) | Archäologische Befunde des Mittelalters und der frühen Neuzeit im Bereich der ehemalige bischöflichen Burg von Kleinziegenfeld. Siehe auch: Burgstall Kleinziegenfeld                    | D-4-5933-0169 | weitere Bilder |

### Gemarkung Mainecker Forst (West)
| Lage                              | Objekt                                                                                                  | Akten-Nr.     | Bild |
| --------------------------------- | --- | ------------- | ---- |
| Mainecker Forst (West) (Standort) | Bestattungsplatz mit Grabhügel vorgeschichtlicher Zeitstellung mit Bestattung der mittleren Bronzezeit. | D-4-5933-0027 |      |
| Mainecker Forst (West) (Standort) | Abschnittsbefestigung des Mittelalters und der frühen Neuzeit.                                          | D-4-5933-0227 |      |
| Mainecker Forst (West) (Standort) | Bestattungsplatz mit Grabhügel vorgeschichtlicher Zeitstellung.                                         | D-4-5933-0230 |      |

### Gemarkung Modschiedel
| Lage                   | Objekt | Akten-Nr.     | Bild |
| ---------------------- | --- | ------------- | ---- |
| Modschiedel (Standort) | Bestattungsplatz mit Grabhügeln vorgeschichtlicher Zeitstellung. | D-4-5933-0038 |      |
| Modschiedel (Standort) | Bestattungsplatz mit Grabhügeln vorgeschichtlicher Zeitstellung. | D-4-5933-0039 |      |
| Modschiedel (Standort) | Abschnittsbefestigung vor- und frühgeschichtlicher Zeitstellung. Siehe auch: Abschnittsbefestigung Geiskirche | D-4-5933-0040 |      |
| Modschiedel (Standort) | Bestattungsplatz mit Grabhügeln vorgeschichtlicher Zeitstellung. | D-4-5933-0041 |      |
| Modschiedel (Standort) | Felsdach mit Nutzungssedimenten vorgeschichtlicher Zeitstellung, darunter des Mesolithikums und der Urnenfelderzeit. | D-4-5933-0116 |      |
| Modschiedel (Standort) | Siedlung der Urnenfelderzeit. | D-4-5933-0144 |      |
| Modschiedel (Standort) | Archäologische Befunde des Mittelalters und der frühen Neuzeit, darunter solche von mittelalterlichen Körperbestattungen innerhalb des ehemaligen vollständig ummauerten Kirchhofs, im Bereich der im Kern spätmittelalterlichen Katholischen Pfarrkirche St. Johannes Baptista von Modschiedel. | D-4-5933-0203 |      |
| Modschiedel (Standort) | Archäologische Befunde des Mittelalters und der frühen Neuzeit, darunter Fundamente einer frühneuzeitlichen Kapelle als Vorgängerbau des 1853 in östlicher Richtung neu errichteten Kapellenbaus in Wohnsig.                                                                                     | D-4-5933-0206 |      |
| Modschiedel (Standort) | Burgstall des Mittelalters. | D-4-5933-0226 |      |
| Modschiedel (Standort) | Siedlung der Urnenfelderzeit. | D-4-5933-0229 |      |

### Gemarkung Neudorf
| Lage               | Objekt | Akten-Nr.     | Bild                       |
| ------------------ | --- | ------------- | -------------------------- |
| Neudorf (Standort) | Höhensiedlung der mittleren Bronzezeit, der Urnenfelderzeit, der Hallstattzeit und des frühen Mittelalters sowie Abschnittsbefestigung vor- und frühgeschichtlicher sowie frühmittelalterlicher Zeitstellung. | D-4-5933-0028 |                            |
| Neudorf (Standort) | Bestattungsplatz mit verebneten Grabhügeln vorgeschichtlicher Zeitstellung mit Bestattungen der mittleren Bronzezeit.                                                                                         | D-4-5933-0031 |                            |
| Neudorf (Standort) | Bestattungsplatz mit Grabhügeln vorgeschichtlicher Zeitstellung mit Bestattungen der mittleren Bronzezeit und der Hallstattzeit.                                                                              | D-4-5933-0032 |                            |
| Neudorf (Standort) | Bestattungsplatz mit Grabhügel vorgeschichtlicher Zeitstellung. | D-4-5933-0034 |                            |
| Neudorf (Standort) | Abri Schräge Wand mit Nutzungssedimenten des Mesolithikums, des Endneolithikums, der Metallzeiten und des Mittelalters und der frühen Neuzeit. Siehe auch: Schräge Wand                                       | D-4-5933-0035 | Bodendenkmal D-4-5933-0035 |
| Neudorf (Standort) | Mittelalterlicher Turmhügel. | D-4-5933-0036 |                            |
| Neudorf (Standort) | Mittelalterlicher Turmhügel. | D-4-5933-0037 |                            |
| Neudorf (Standort) | Höhle Fuchsloch mit Nutzungssedimenten des Paläolithikums. | D-4-5933-0046 |                            |
| Neudorf (Standort) | Siedlung vorgeschichtlicher Zeitstellung. | D-4-5933-0118 |                            |
| Neudorf (Standort) | Siedlung vorgeschichtlicher Zeitstellung. | D-4-5933-0119 |                            |
| Neudorf (Standort) | Siedlung des Neolithikums. | D-4-5933-0120 |                            |
| Neudorf (Standort) | Burgstall des Mittelalters und der frühen Neuzeit. Siehe auch: Burg Niesten | D-4-5933-0136 | weitere Bilder             |
| Neudorf (Standort) | Siedlung der römischen Kaiserzeit und des frühen Mittelalters, Wüstung Steuden des Mittelalters und der frühen Neuzeit.                                                                                       | D-4-5933-0147 |                            |
| Neudorf (Standort) | Archäologische Befunde im Bereich der frühneuzeitlichen Katholischen Filialkirche St. Johannes Baptista bei Neudorf, Wallfahrtskirche zum hl. Clemens.                                                        | D-4-5933-0208 |                            |
| Neudorf (Standort) | Siedlung der Urnenfelderzeit. | D-4-5933-0236 |                            |
| Neudorf (Standort) | Siedlung der Urnenfelderzeit, der frühen Latènezeit und des frühen Mittelalters. | D-4-5933-0237 |                            |

### Gemarkung Pfaffendorf
| Lage                   | Objekt | Akten-Nr.     | Bild |
| ---------------------- | --- | ------------- | ---- |
| Pfaffendorf (Standort) | Archäologische Befunde des Mittelalters und der frühen Neuzeit, darunter solche der mittelalterlichen Vorgängeranlage sowie der ehemalige barocken Parkanlage, im Bereich des frühneuzeitlichen Schlosses von Giechkröttendorf. | D-4-5933-0176 |      |

### Gemarkung Wallersberg
| Lage                   | Objekt | Akten-Nr.     | Bild                           |
| ---------------------- | --- | ------------- | ------------------------------ |
| Wallersberg (Standort) | Höhle mit Nutzungssedimenten des Mittelpaläolithikums, der Früh- bis Mittelbronzezeit, der Hallstattzeit und des Mittelalters.                                            | D-4-5933-0073 |                                |
| Wallersberg (Standort) | Bestattungsplatz mit Grabhügel vorgeschichtlicher Zeitstellung. Siehe auch: Grabhügel bei Weihersmühle                                                                    | D-4-5933-0074 | Bestattungsplatz D-4-5933-0074 |
| Wallersberg (Standort) | Bestattungsplatz mit Grabhügel vorgeschichtlicher Zeitstellung mit Bestattungen der späten Hallstattzeit. Siehe auch: Grabhügel bei Wallersberg                           | D-4-5933-0075 |                                |
| Wallersberg (Standort) | Bestattungsplatz mit Grabhügeln vorgeschichtlicher Zeitstellung mit Bestattungen der späten Hallstattzeit.                                                                | D-4-5933-0076 |                                |
| Wallersberg (Standort) | Bestattungsplatz karolingisch-ottonischer Zeitstellung. | D-4-5933-0077 |                                |
| Wallersberg (Standort) | Siedlung des frühen und hohen Mittelalters sowie Bestattungsplatz vor- und frühgeschichtlicher oder mittelalterlicher Zeitstellung.                                       | D-4-5933-0078 |                                |
| Wallersberg (Standort) | Bestattungsplatz mit Grabhügeln vorgeschichtlicher Zeitstellung. | D-4-5933-0079 |                                |
| Wallersberg (Standort) | Freilandstation des Mesolithikums sowie Siedlung vorgeschichtlicher Zeitstellung und des frühen Mittelalters.                                                             | D-4-5933-0130 |                                |
| Wallersberg (Standort) | Archäologische Befunde des Mittelalters und der frühen Neuzeit im Bereich der im Kern spätmittelalterlichen Katholischen Wallfahrtskapelle St. Katharina bei Wallersberg. | D-4-5933-0217 |                                |
| Wallersberg (Standort) | Bestattungsplatz mit Grabhügeln vorgeschichtlicher Zeitstellung. | D-4-5933-0233 |                                |

### Gemarkung Weiden
| Lage              | Objekt | Akten-Nr.     | Bild |
| ----------------- | --- | ------------- | ---- |
| Weiden (Standort) | Bestattungsplatz mit Grabhügel vorgeschichtlicher Zeitstellung. | D-4-5933-0050 |      |
| Weiden (Standort) | Bestattungsplatz mit Grabhügel vorgeschichtlicher Zeitstellung. | D-4-5933-0051 |      |
| Weiden (Standort) | Bestattungsplatz mit Grabhügeln vorgeschichtlicher Zeitstellung. | D-4-5933-0052 |      |
| Weiden (Standort) | Bestattungsplatz mit Grabhügeln vorgeschichtlicher Zeitstellung. | D-4-5933-0053 |      |
| Weiden (Standort) | Bestattungsplatz mit Grabhügeln vorgeschichtlicher Zeitstellung. | D-4-5933-0054 |      |
| Weiden (Standort) | Bestattungsplatz mit Grabhügeln vorgeschichtlicher Zeitstellung. | D-4-5933-0060 |      |
| Weiden (Standort) | Bestattungsplatz mit Grabhügeln vorgeschichtlicher Zeitstellung. | D-4-5933-0061 |      |
| Weiden (Standort) | Bestattungsplatz mit Grabhügeln vorgeschichtlicher Zeitstellung. | D-4-5933-0152 |      |
| Weiden (Standort) | Archäologische Befunde des Mittelalters und der frühen Neuzeit, darunter mittelalterliche Körperbestattungen innerhalb des ehemaligen vollständig ummauerten Kirchhofs, im Bereich der Katholischen Filialkirche St. Andreas von Weiden. | D-4-5933-0225 |      |
| Weiden (Standort) | Siedlung der Urnenfelderzeit und der Hallstattzeit. | D-4-5933-0234 |      |

### Gemarkung Weismain
| Lage                | Objekt | Akten-Nr.     | Bild |
| ------------------- | --- | ------------- | ---- |
| Weismain (Standort) | Bestattungsplatz mit Grabhügel vorgeschichtlicher Zeitstellung. | D-4-5933-0063 |      |
| Weismain (Standort) | Abschnittsbefestigung Kröttenstein des frühen Mittelalters. | D-4-5933-0064 |      |
| Weismain (Standort) | Siedlung des Endneolithikums und der frühen Bronzezeit. | D-4-5933-0066 |      |
| Weismain (Standort) | Siedlung der Latènezeit und des frühen Mittelalters sowie karolingisch-ottonisches Reihengräberfeld.                                                                                | D-4-5933-0068 |      |
| Weismain (Standort) | Siedlung vor- und frühgeschichtlicher Zeitstellung. | D-4-5933-0069 |      |
| Weismain (Standort) | Siedlung der Urnenfelderzeit und der jüngeren Latènezeit. | D-4-5933-0134 |      |
| Weismain (Standort) | Archäologische Befunde des Mittelalters und der frühen Neuzeit im Bereich des ehemaligen befestigten Stadtkerns von Weismain.                                                       | D-4-5933-0141 |      |
| Weismain (Standort) | Archäologische Befunde des Mittelalters und der frühen Neuzeit im Bereich der ehemalige Stadtbefestigung in Weismain.                                                               | D-4-5933-0178 |      |
| Weismain (Standort) | Archäologische Befunde des Mittelalters und der frühen Neuzeit im Bereich der 1890/91 in wesentlichen Teilen neu errichteten Katholischen Stadtpfarrkirche St. Martin von Weismain. | D-4-5933-0179 |      |
| Weismain (Standort) | Archäologische Befunde im Bereich der frühneuzeitlichen Katholischen Kreuzkapelle in Weismain.                                                                                      | D-4-5933-0180 |      |
| Weismain (Standort) | Siedlung der frühen Latènezeit. | D-4-5933-0238 |      |